# Escape from Mars
Evadare de pe Marte (din engleză: Escape from Mars) (1999) este un film TV SF-de acțiune  produs pentru rețeaua americană UPN. Povestea filmului se concentrează asupra a cinci astronauți are fac prima călătorie spre planeta Marte.

## Distribuție
- Christine Elise - Lia Poirier, Sagan Cocommander
- Peter Outerbridge - John Rank, Sagan Cocommander
- Allison Hossack - Andrea Singer, Mission Chemist
- Michael Shanks - Bill Malone, Mission Architect
- Ron Lea - Jason, Mission Control Weasel
- Kavan Smith - Sergei Andropov, Misson Biogeochemist
- David Kaye - Steve Yaffe
- Peter Kelamis - Robert Poirer, Lia's Husband
- Julie Khaner - Gail McConnell, Mission Control
- Tammy Isbell - Stephanie Rank, John's Ex Wife
- Arlene MacPherson - Remi
- Aaron Pearl - Robert Singer
- Jonathan Barrett - Richard Singer
- Darrell Nicholson - Andy Singer
- Sophia Sweatman - Amanda Singer

## Producție
Filmările au avut loc în Winnipeg, Manitoba, Canada.